# Extended Versions (álbum de Vixen)
Extended Versions es el primer álbum en vivo de la banda estadounidense de hard rock y glam metal Vixen, publicado en 2006 en Europa y al año siguiente en los Estados Unidos, ambos por Sony Music. Su grabación se llevó a cabo el 10 de junio de 2005, en el Sweden Rock Festival de Suecia.
En febrero de 2009 fue relanzado esta vez en formato CD/DVD y bajo el nombre de Live in Sweden.

## Lista de canciones
| N.º | Título                           | Duración |  |
| 1.  | «Rev It Up»                      | 5:23     |  |
| 2.  | «On the Streets in the Paradise» | 5:00     |  |
| 3.  | «How Much Love»                  | 5:56     |  |
| 4.  | «Love Made Me»                   | 3:25     |  |
| 5.  | «Love is A Killer»               | 5:26     |  |
| 6.  | «Little Voice»                   | 4:08     |  |
| 7.  | «Cryin'»                         | 3:14     |  |
| 8.  | «I Want You to Rock Me»          | 4:09     |  |
| 9.  | «Cruisin'»                       | 5:26     |  |
| 10. | «Edge of a Broken Heart»         | 5:45     |  |
| 11. | «Bad Reputation»                 | 4:44     |  |

## Músicos
- Jan Kuehnemund: guitarra eléctrica
- Jenna Sanz-Agero: voz
- Lynn Louise Lowrey: bajo
- Kat Kraft: batería